# Chiesa della Natività di Maria Vergine (Rudiano)
La chiesa della Natività di Maria Vergine è la parrocchiale di Rudiano, in provincia e diocesi di Brescia; fa parte della zona pastorale della Bassa Occidentale dell'Oglio.

## Storia
La presenza di una chiesetta dedicata alla Vergine di Maria nel centro di Rudiano è certificata per la prima volta nel XII secolo; questo luogo di culto, menzionato nel Catalogo capitolare del 1410, fu ricostruito verso la metà di quel secolo forse a tre navate.
Dalla visita apostolica del 1580 dell'arcivescovo di Milano Carlo Borromeo si apprende che i fedeli ammontavano a 1080 e che la parrocchiale, dotata di cinque altari aveva come filiali gli oratori di Santa Maria dei Prati e di Sant'Andrea.
Nel 1703 il vescovo Marco Dolfin, durante la sua visita pastorale rilevò che a servizio della cura d'animo vi erano parroco, tre sacerdoti e un chierico, che i fedeli erano circa 800, che nella chiesa della Natività di Nostra Signora, in cui aveva sede la scuola del Santissimo Sacramento, trovavano posto quattro altari e che all'interno dei confini della parrocchia ricadevano gli oratori della Santissima Maria Vergine dei Prati e di San Martino.
Pochi anni dopo, tra il 1711 e il 1715, la parrocchiale venne interessata da un rifacimento; nel 1798 venne demolito il campanile, la cui struttura pericolante aveva danneggiato la facciata della chiesa, che fu pertanto restaurata. Tuttavia, nel 1802, a causa di una scossa di terremoto, le lesioni tornarono ad aprirsi; due anni dopo si procedette alla costruzione di una nuova torre campanaria e nel 1808 si provvide a ristrutturare le coperture.
Tra il 1809 e il 1811 fu realizzata la facciata seguendo i progetti di Vincenzo Berenzi e nel 1814 la chiesa venne interessata da un restauro generale.
Negli anni trenta dell'Ottocento la chiesa fu abbellita e decorata a più riprese; nel 1870 Pacifico Inzoli eseguì un restauro dell'organo.
Tramite decreto del vescovo Giacinto Gaggia, il 17 settembre 1926 la parrocchia rudianese transitò dal vicariato di Castrezzato a quello di Chiari.
Nella prima metà degli anni settanta si procedette all'esecuzione dell'adeguamento liturgico secondo le usanze postconciliari mediante l'aggiunta dell'altare rivolto verso l'assemblea.
Nel 1989 la parrocchia entrò a far parte della neo-costituita zona pastorale della Bassa Occidentale dell'Oglio, come stabilito dal Direttorio diocesano per le zone pastorali, emanato il 14 aprile di quell'anno con decreto del vescovo Bruno Foresti.

## Descrizione

### Esterno

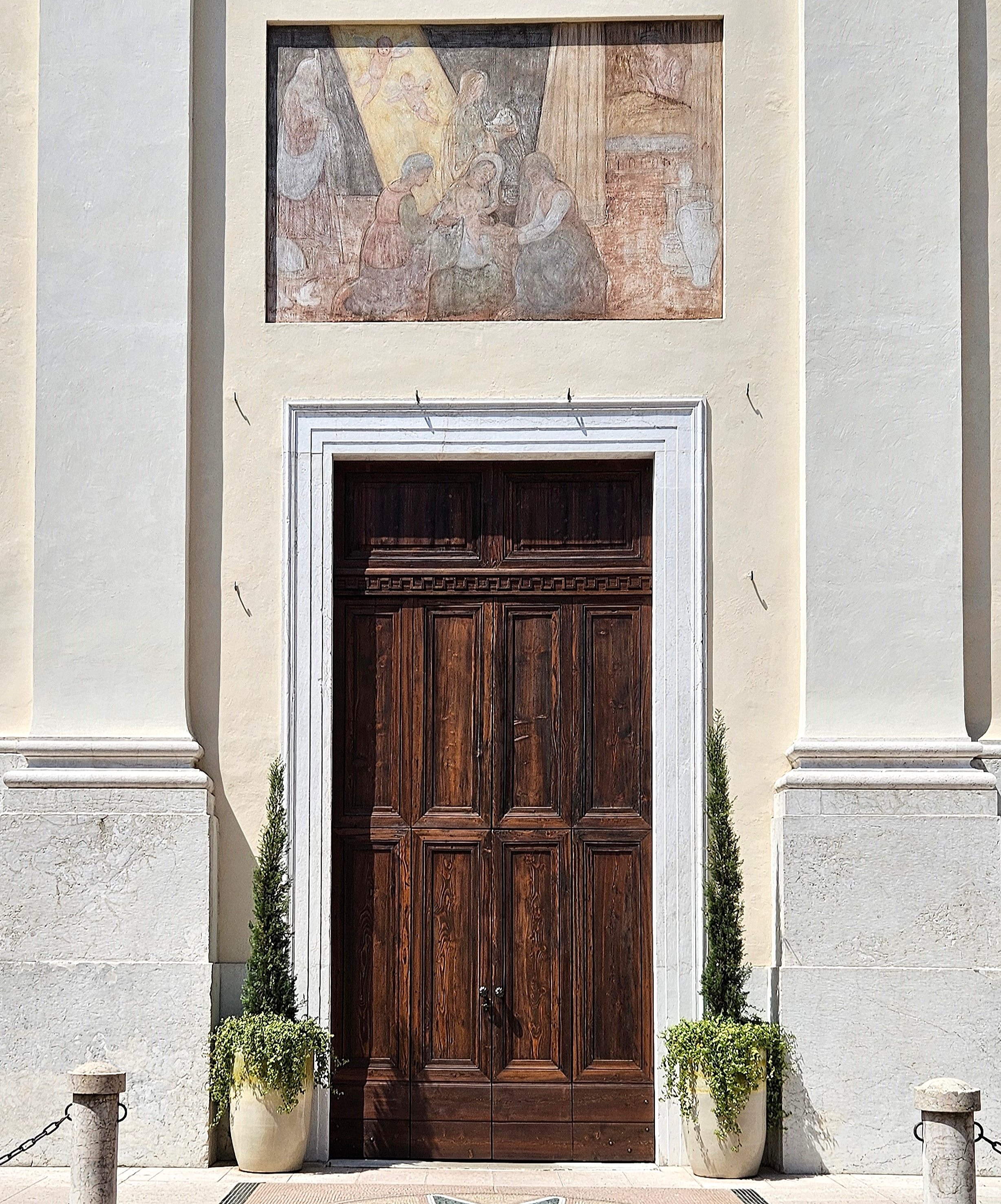
Il portale d'ingresso

La facciata a capanna della chiesa, rivolta a nordest, presenta il portale d'ingresso, sormontato da un affresco, due nicchie vuote e una finestra a lunetta ed è scandito da quattro lesene sorreggenti la trabeazione e il timpano di forma triangolare.
Annesso alla parrocchiale è il campanile a base rettangolare, la cui cella presenta su due lati una monofora a tutto sesto ed è coperta dal tetto a quattro falde.

### Interno
L'interno dell'edificio si compone di un'unica navata, sulla quale si affacciano le cappelle laterali, introdotte da archi a tutto sesto, e le cui pareti sono scandite da lesene scanalate terminanti con capitelli corinzi e sorreggenti la trabeazione modanata e aggettante sopra la quale si imposta la volta a botte; al termine dell'aula si sviluppa il presbiterio, rialzato di alcuni gradini, delimitato dalle balaustre e chiuso dall'abside di forma semicircolare.
Qui sono conservate diverse opere di pregio, tra le quali la Via Crucis, realizzata nel 1825 da Giulio Motta, il dipinto con soggetto la Verificazione della croce, eseguito da Enrico Scuri, l'organo, costruito nel XIX secolo dalla ditta Serassi, i due affreschi che rappresentano la Natività della Beata Vergine e l'Adorazione dei Magi, la pala ritraente la Natività della Beata Vergine, firmata da Giacomo Trécourt, i due quadri raffiguranti San Luigi in gloria e il martirio di Santa Eurosia e l'altare della Madonna del Rosario, impreziosito da una statua risalente al XIX-XX secolo.